# Schottky-diode
En silicium (Si)-baseret Schottky-diode er en halvleder-diode med et lavt spændingsfald i lederetningen og en meget kort reverse recovery-tid i forhold til almindelige dioder. Schottky-dioden er opkaldt efter den tyske fysiker Walter H. Schottky. 

## Anvendelser
Schottky-dioder anvendes især som ensrettere i SMPS, da de er hurtige og har lave tab ved 100 kHz–1.000 kHz. Schottky-dioder anvendes også til at forhindre afladning af akkumulatoren gennem mørklagte solceller. Normale Si-baserede dioder har et spændingsfald i lederetningen på ca. 0,6 volt og Si Schottky-dioder har omkring 0,3 volt.
En Schottky-diode anvender en Metal-halvleder-overgang som Schottky-barriere i stedet for en n-halvleder til p-halvleder overgang som i normale dioder. Denne Schottky barriere resulterer i både hurtighed og lavt spændingsfald i lederetningen.
Si-baserede Schottky-dioder er svære at designe til højere spændinger end ca. 600V. De hurtigste højeffektdioder har en reverse recovery-tid på ca. 25–50 nSek og laveffektdioder har 4 nSek eller hurtigere.

## Siliciumkarbid(SiC)-Schottky-diode
Den relativt nye kommercielt tilgængelige SiC-Schottky-diode kan designes helt op til 5.000V i spærreretningen, men den har et spændingsfald i lederetningen på ca. 0,8 volt. Det bedste er faktisk, at den har en reverse recovery-tid, som er 1/100 af Si-Schottky-diodernes.

Dette er vigtigt ved høje spændinger, da meget energi ellers går tabt. Desuden kan den designes til at have lav indre ledemodstand, hvilket resulterer i lave ledetab ved høje strømme.